# Гідрослюди

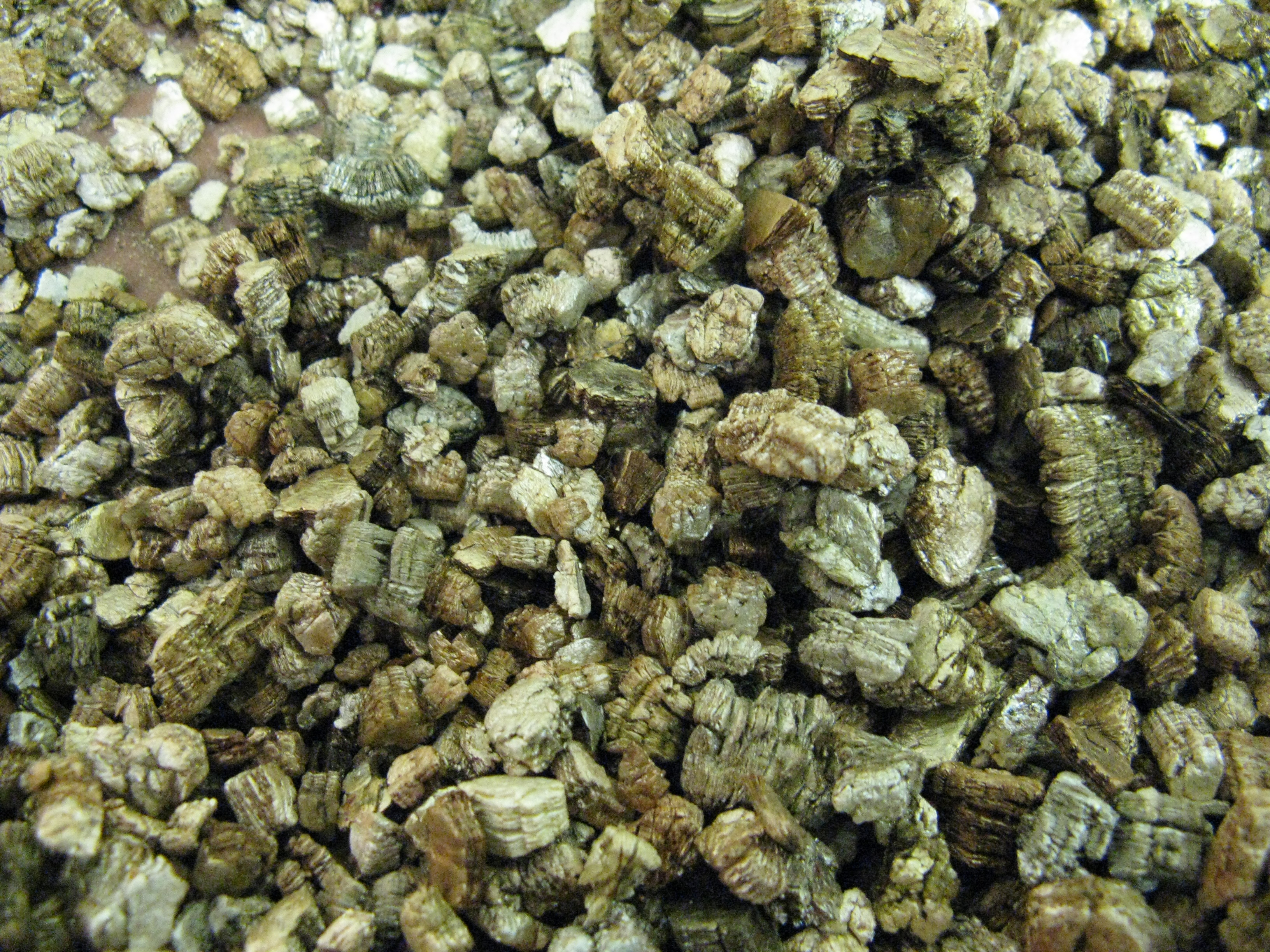
Гідрослюда вермікуліт.

Гідрослюди (рос.гидрослюды, англ. hydromicas, нім. Hydroglimmer m) — група мінералів класу силікатів, за структурою і складом споріднені зі слюдами; гідратизований алюмосилікат шаруватої будови. Представники групи — ілліт, вермікуліт, глауконіт.

## Загальний опис
Твердість 2,5-3,0. Втрата молекулярної води відбувається при 20-350 °C.
Відрізняється від звичайних слюд великим вмістом зв'язаної води, що легко видаляється при нагріванні, і меншим вмістом катіонів, що утворюють зв'язки між шарами.
У порівнянні зі слюдою гідроксильна вода гідрослюди видаляється при нижчих т-рах (500—600 °C).
Крім того, відмінність від слюд полягає в дефіциті лугів і більш високому вмісті води, як молекулярної, так і в формі оксонієвого катіона Н3О+.
За ступенем зв'язку з водою та своїми властивостями займає проміжне місце між каолінітом та монтморилонітом.
Переважні розміри частинок близько 1 мкм.

## Поширення і генезис
Гідрослюди поширені в ґрунтах, корах вивітрювання, в осадових породах, низькотемперних гідротермальних утвореннях. Гідрослюди переважають у сланцях і аргілітах. Вони присутні серед глинистих мінералів у ґрунтах; по суті, не набухають і забезпечують чудову обробку землі, але
зв'язують йони калію та алюмінію у формах, якими рослини не можуть живитися.
Гідролюди утворюються в корі вивітрювання та на низькотемпературних стадіях гідротермальних процесів, при процесах вивітрювання вивержених порід і слюд пегматитів та польових шпатів. Деякі гідрослюди утворюються при поглинанні складними алюмокремнієвими гелями калію та інших лужних елементів із морської води. Необхідною умовою існування гідрослюд є багате водою середовище.
Гідрослюди пошмрені у всьому світі. Зокрема:
- Родовища вермікуліту відомі в США, Росії, ПАР, Аргентині, Бразилії, Індії, Японії, Танзанії, Зах. Австралії, Канаді, Чилі, Мексиці, Малаві та ін. В Україні — у Приазов'ї, Побужжі, на Волині.

- Глауконіт поширений в морських відкладеннях. Зокрема: на півострові Отаго, Нова Зеландія, у Південній Австралії, в Англії, Франції, Італії, в ряді населених пунктів в Ізраїлі, Капська провінція, Південна Африка, у США (особливо поширений в Алабамі, Техасі, Каліфорнії, Орегоні, у Південній Дакоті). В Україні є на Поділлі, на Волині та ін.

## Використання
Використовуються в керамічному і ливарному виробництві для очищення і пом'якшення води.
Зокрема, у виробництві керамограніту (ілліт), тепло- та звукоізолюючих матеріалів та ізолюючих матеріалів для ядерної енергетики (вермікуліт), як калійне добриво (глауконіт).

## Різновиди
Виділяють:
- діоктаедричні Г. — гідромусковіт і гідропарагоніт;
- триоктаедричні Г. — гідробіотит, гідрофлогопіт, глауконіт, вермикуліт.
- Керит (похідна слюд) — продукти зміни триоктаедричних слюд. Гідрослюдо-вермікулітові невпорядковані зростки.

## Інтернет-ресурси
- Hydromica
- ГІДРОСЛЮДИ. Геологічний словник.